# ماريو أماتو
ماريو أماتو (بالإيطالية: Mario Amato)‏ هو قاضي ورجل قضاء إيطالي، ولد في 24 نوفمبر 1937 في باليرمو في إيطاليا، وتوفي في 23 يونيو 1980 في روما في إيطاليا بسبب إطلاق نار.